# Patriarcado de Bagdad de los caldeos
El patriarcado de Bagdad de los caldeos (en latín: Patriarchatus Bagdathensis Chaldaeorum) o patriarcado caldeo de Bagdad (en árabe: البطريركية الكلدانية في بغداد‎, romanizado: al-Batriarkiat al-kildaniat fi Baghdad), es la sede patriarcal de la Iglesia católica caldea, una Iglesia sui iuris integrante de la Iglesia católica que sigue la tradición litúrgica caldea (o siria oriental), usando como lengua litúrgica el siríaco oriental y el árabe como lengua auxiliar. Desde el 6 de marzo de 2013 el patriarca-catolicós de Bagdad de los caldeos es Luis Rafael I Sako, quien ocupa el quinto lugar de precedencia entre todos los obispos de las Iglesias católicas orientales. La eparquía propia del patriarca es la archieparquía de Bagdad de los caldeos.
La sede patriarcal se estableció originalmente en Seleucia-Ctesifonte y a finales del siglo VIII fue trasladada a Bagdad por el patriarca Timoteo I el Grande. El 18 de marzo de 1714 el patriarca José III Maraugin adoptó el título de patriarcado de Babilonia de los caldeos, usado hasta que el sínodo de la Iglesia caldea que tuvo lugar en Bagdad entre el 9 y 14 de agosto de 2021 decidió por unanimidad eliminar del título patriarcal el nombre de Babilonia, para reemplazarlo simplemente por patriarcado caldeo. El patriarca caldeo en nombre del sínodo presentó la solicitud de cambio del título al papa Francisco, quien el 10 de febrero de 2022 aprobó el nombre actual, cambiando "Babilonia" por "Bagdad" en el título patriarcal.
Desde mediados de julio de 2023 la sede patriarcal se trasladó temporalmente de Bagdad a Erbil, en el Kurdistán iraquí, como consecuencia del enfrentamiento del cardenal Sako con una milicia cristiana pro-iraní y después de que el presidente de Irak revocara el decreto que lo reconocía como patriarca de los caldeos.

## Territorio
El territorio propio del patriarcado caldeo en Oriente Próximo comprende Siria, Líbano, Jordania, Israel, Palestina, Irak, Egipto, Irán y Turquía, pero existen además parroquias y comunidades dispersas en diversos países bajo la jurisdicción de los obispos locales de rito latino. El patriarca caldeo es miembro del Consejo de Patriarcas Católicos de Oriente.

## Patriarcas

### Patriarcas orientales católicos
En una Iglesia católica oriental un patriarca es un obispo que preside una Iglesia patriarcal autónoma sui iuris como padre y cabeza. El Concilio de Nicea I en 325 reconoció a algunas sedes del Oriente preeminencia metropolitana sobre los obispados cercanos. A las Iglesias de Alejandría y de Antioquía el concilio les reconoció preeminencia sobre todos los metropolitanos de Egipto, Libia y Pentápolis (para Alejandría) y de la diócesis de Oriente (para Antioquía). Estableció además una precedencia de honor entre ambas sedes, teniendo el primer lugar en el Oriente la sede de Alejandría hasta que en 381 el Concilio de Constantinopla II creó el patriarcado de Constantinopla. En los siglos siguientes estos obispos fueron reconocidos con el nombre de patriarcas. Los patriarcados orientales se separaron de la comunión con la Sede de Roma o quedaron impedidos de comunicación con ella conformando Iglesias autocéfalas, en las cuales diversos procesos históricos derivaron en la conformación de las Iglesias orientales católicas. 
De acuerdo Código de los cánones de las Iglesias orientales un patriarca es un obispo que goza de poder sobre todos los obispos, incluyendo metropolitanos y otros fieles de la Iglesia que él preside, de acuerdo a las normas y leyes aprobadas por la suprema autoridad de la Iglesia (el papa). La erección, restauración, modificación y supresión de Iglesias patriarcales está reservada al papa, quien se reserva el derecho de reconocer o conceder el título de patriarca y de dar el asentimiento al traslado de la sede patriarcal. Los patriarcas presiden el rito de su Iglesia particular en cualquier parte del mundo, pero su autoridad sobre el clero está limita al territorio propio de su Iglesia patriarcal.
Los patriarcas son canónicamente elegidos por el sínodo de obispos de una Iglesia patriarcal y deben requerir la comunión eclesial del papa, sin la cual no pueden convocar al sínodo ni ordenar obispos.

### Catolicosado del Oriente
Según la tradición, Persia y Mesopotamia fueron evangelizadas por Tomás el Apóstol hacia el año 35, a quien suceden Tadeo de Edesa (o Addai) y Mari (primer obispo de Ctesifonte). El primer obispo de Edesa en 66 fue Aggai, ciudad en donde se originó la liturgia de la Iglesia del Oriente.
En 310 Gaggai, primer obispo de la capital sasánida Seleucia-Ctesifonte desde 280, centralizó la Iglesia persa bajo su administración y en 315 asumió de facto el título de «catolicós del Oriente». El Concilio de Nicea I en 325 estableció que el Oriente, desde Mesopotamia hasta el subcontinente indio, debía pertenecer a la jurisdicción del patriarcado de Antioquía, lo que fue confirmado por el Concilio de Constantinopla I en 381. En 410 se celebró en Seleucia-Ctesifonte el primer sínodo de la Iglesia de Oriente, que reconoció al Concilio de Nicea I y su arzobispo fue reconocido formalmente como catolicós metropolitano del Oriente con el título de la sede de Santo Tomás y San Addai.

### Patriarcado del Oriente
El 424 el sínodo de Markbata proclamó la autonomía respecto del patriarcado de Antioquía, pasando a elegir desde entonces al catolicós con el título de patriarca.
En 431 el Concilio de Éfeso condenó el nestorianismo. En abril de 484 el sínodo de Beth Lapat no aprobó los concilios de Éfeso ni de Calcedonia (de 451) adoptando una profesión de fe nestoriana de acuerdo con Teodoro de Mopsuestia y formalizando el cisma con el resto de la Iglesia cristiana. En 486 el sínodo de Seleucia-Ctesifonte adoptó oficialmente la doctrina de Teodoro de Mopsuestia. 
En 498 el catolicós adoptó el título de patriarca de Persia, Siria e «India Magnum». 
Luego de la conquista musulmana del Imperio sasánida (637-651), la capital Seleucia-Ctesifonte fue dejada de lado en 761 al fundarse Bagdad como nueva capital del Califato ortodoxo. A pedido del califa Harún al-Rashid (quien le cedió un palacio) el patriarca-catolicós Timoteo I trasladó su residencia a Bagdad en 780, en donde se mantuvo la sede patriarcal hasta 1295 cuando, a causa de la destrucción de la ciudad por los mongoles en 1258, el patriarca Yahballaha III (1281-1317) trasladó su sede a Maraghe, capital del Ilkanato. Más tarde la residencia patriarcal pasó al monasterio Rabban Hormizd cerca de Alqosh. A pesar de los traslados, los patriarcas conservaron el título de arzobispos de Bagdad o Babilonia. La asimilación de Bagdad con la antigua Babilonia es, sin embargo, infundada.
Hacia la mitad del siglo XV el patriarca Simón IV Basidi hizo que la sucesión patriarcal fuera hereditaria, normalmente de tío a sobrino. El patriarca Simón VII Ishoyahb (1539-1558) causó una gran ofensa al comienzo de su gobierno pastoral al designar a su sobrino de doce años Hnanisho como su sucesor. Varios años después, probablemente porque Hnanisho había muerto en el ínterin, designó como sucesor a su hermano Eliya de quince años, el futuro patriarca Elías VII (1558-1591). Además de hacer estos dos nombramientos provocativos, sus oponentes también lo acusaron de permitir el concubinato, vender puestos clericales y vivir intempestivamente.

### Patriarcado de Mosul
En 1552 Simón VII Ishoyahb se había vuelto tan impopular que sus oponentes se rebelaron contra su autoridad. Los rebeldes, principalmente de los distritos de Amida (hoy Diyarbakır), Siirt y Salmas, eligieron como patriarca a un monje llamado Simón VIII Yohannan Sulaqa, el líder de monasterio Rabban Hormizd cerca de Alqosh, que tenía el apoyo de los obispos de Erbil, Salmas y de Adarbaigan. Como ningún arzobispo metropolitano estaba disponible para consagrarlo como se requiere canónicamente, los misioneros franciscanos que estaban trabajando entre los nestorianos persuadieron a los partidarios de Sulaqa para que legitimara su posición y consiguieron que fuera consagrado por el papa Julio III (1550-1555).
Sulaqa fue a Roma para exponer su caso en persona. Allí el 20 de febrero de 1553 hizo una profesión de fe católica reconocida como ortodoxa por los cardenales reunidos en un consistorio y presentó una carta, redactada por sus partidarios en Mosul, que exponía sus pretensiones de ser reconocido como patriarca. El 9 de abril de 1553, habiendo satisfecho a la Santa Sede de que era un buen católico y con la falsa información de la muerte del patriarca, Sulaqa fue consagrado obispo en la basílica de San Pedro. El 28 de abril fue reconocido como patriarca de Mosul por el papa Julio III con la bula Divina disponente clementia y recibió el palio de manos del papa en un consistorio secreto en el Vaticano. Estos eventos, que marcaron el nacimiento de la Iglesia católica caldea iniciando la serie de patriarcas católicos caldeos (línea Simón), crearon un cisma permanente en la Iglesia del Oriente.
Sulaqa regresó a la Mesopotamia hacia el final del mismo año y estableció su residencia en Amida (hoy Diyarbakır en Turquía). En diciembre de 1553 obtuvo documentos de las autoridades otomanas reconociéndolo como un patriarca caldeo independiente y en 1554, durante una estancia de cinco meses en Amida, consagró cinco obispos metropolitanos para las diócesis de Gazarta (hoy Cizre), Hesna d'Kifa (hoy Hasankeyf), Amida, Mardin y Siirt). Simón VII Ishoyahb, a quien en Roma creían muerto, respondió consagrando a dos miembros más menores de edad de la familia patriarcal como metropolitanos para Nísibis y Gazarta y también se ganó al gobernador de Amadiya, quien invitó a Sulaqa a esa ciudad, lo encarceló durante cuatro meses y lo ejecutó en enero de 1555.
A Sulaqa le sucedió Abdisho IV Maroun en 1555, quien visitó Roma y fue confirmado por el papa en 1562 tras recibir una profesión de fe, junto a la cual envió una carta expresando que tenía 8 diócesis bajo gobierno otomano: Erbil, Cheptian (Telkepe), Nísibis, Siirt, Gazarta, Gurgel, Amida; y 4 bajo gobierno persa: Urmía Superior, Urmía Inferior, Espurgan (Supurghan), Salmas. Este patriarca movió la sede a Siirt. A su muerte en 1567 el patriarcado estuvo vacante hasta 1578 cuando asumió Yahballaha V, quien no pidió la confirmación papal. La sede patriarcal en 1580 fue movida a Urmía en Persia, cuando el nuevo patriarca Simón IX Dinkha restauró los lazos con Roma y fue confirmado en 1584. 
A la muerte de Simón IX Dinkha en 1600 fue introducido también entre los católicos asirios-caldeos el principio de sucesión hereditaria, lo cual no fue aceptado por el papa, por lo que los lazos fueron interrumpidos por el patriarca Simón X Elías en 1616 cuando su profesión de fe fue rechazada quedando sin confirmación. Este patriarca trasladó la sede a Salmas. Su sucesor Simón XI Eshuyow restauró la comunión en 1653. En esos momentos ganó fuerza el partido que quería retornar a la tradición de la Iglesia del Oriente, por lo que cuando Simón XII Yoalaha (1656-1662) pidió su confirmación al papa fue depuesto por un grupo de obispos tradicionalistas. Esta línea patriarcal católica (línea Shimun) se interrumpió en 1672 cuando Simón XIII Dinkha retornó a la doxa cristiana difisita moviendo su sede a la villa de Qodshanes (o Qochanis) en el Kurdistán en 1692, año en que formalmente rompió la comunión con Roma. Esta línea patriarcal es la actual Iglesia asiria del Oriente. Entre los tradicionalistas no católicos quedaron establecidos dos patriarcados: uno en Alqosh y el otro en Qodshanes.

### Patriarcado de Amida
Casi en simultáneo con la ruptura con Roma de la línea Shimun, una segunda línea católica caldea se formó en 1672 cuando el metropolitano de Amida entró en comunión con el papa y fue depuesto por el patriarca de Alqosh. Viajó a Roma y al retornar en 1677 las autoridades otomanas lo reconocieron como metropolitano de Amida y de Mardin. El 23 de junio de 1681 el papa lo reconoció y le dio el título de patriarca de la nación caldea privada de su patriarca, tomando el nombre de José I y fijando su sede en Amida. Todos los sucesores de José I tomaron el nombre de José y se los conoce como línea josefita. Sin embargo, la vida de este patriarcado fue difícil. Al principio hubo problemas debido a las aflicciones de los tradicionalistas, bajo los cuales estaban sujetos desde un punto de vista legal otomano, y más tarde luchó con las dificultades financieras debido a la Jizya impuesta por las autoridades otomanas sobre los súbditos cristianos. Sin embargo, su influencia se expandió desde sus bastiones originales en Amida y Mardin hacia el área de Mosul y las llanuras de Nínive. En el decreto de confirmación del patriarca José III el 18 de marzo de 1714, se incorporó el nombre Babilonia al patriarcado.

### Patriarcado de Alqosh
La sede patriarcal más grande y más antigua de la Iglesia Asiria del Oriente estaba en el monasterio Rabban Hormizd de Alqosh. Se extendió desde Aqra hasta Siirt y Nísibis, cubriendo en el sur la rica llanura de Mosul. Tentativas de unión fueron realizadas por Elia VII Bar Mama (1576-1591), sin embargo su profesión de fe fue rechazada por el papa Sixto V porque la consideró aún mezclada con la doxa nestoriana; y algunos de sus sucesores entre ellos Elías VIII (en comunión en el corto período comprendido entre 1610 y 1617) y Elías X (1660-1700) intentaron la reconciliación con la Iglesia católica. Todas estas tentativas fallaron sobre todo a causa de la distancia geográfica y a la dificultad a renunciar al credo transmitido por los patriarcas precedentes. En 1771 el patriarca Eliya Denkha firmó una confesión de fe católica, pero no se produjo ninguna unión formal. Cuando Eliya Denkha murió, su sucesión fue disputada por dos primos: Eliyya Isho-Yab, que fue reconocida por Roma pero renunció a su fe católica, y Yohannan VIII Hormizd, quien, aunque no reconocido por Roma, se consideraba católico. En 1804, después de la muerte de Eliyya Isho-Yab, Yohannan Hormizd se hizo por defecto el patriarca de Alqosh. Había dos patriarcados en comunión con Roma entonces, el más grande en Alqosh, y el original en Amida que fue gobernado por José V Agustín Hindi. Sin embargo, Roma no quería elegir entre los dos candidatos: y no otorgó el título de patriarca, a pesar de que desde 1811 fue Agustín Hindi quien gobernó la Iglesia de facto. 

### Patriarcado de Babilonia de los caldeos
Después de la muerte de Hindi, el 5 de julio de 1830, Yohannan Hormizd de la línea Alqosh fue por defecto confirmado formalmente patriarca de la Iglesia católica caldea por el papa Pío VIII con el título de patriarca de Babilonia de los caldeos. En este acto, se completó la fusión de los patriarcados de Alqosh y Amida, formando una sola Iglesia católica caldea. La sede patriarcal fue transferida a Mosul.
En 1846 la Iglesia caldea fue reconocida por el Imperio otomano como millet, una comunidad religiosa distintiva en el Imperio, obteniendo así su emancipación cívica. El patriarca más famoso de la Iglesia caldea en el siglo XIX fue José Audo, que también es recordado por sus enfrentamientos con el papa Pío IX. principalmente sobre sus intentos de extender la jurisdicción caldea sobre la Iglesia católica siro-malabar. En 1947 la sede patriarcal fue transferida a Bagdad. En 1962 Bagdad se colocó bajo un auxiliar patriarcal, con el rango titular de obispo. 

## Patriarcas catolicós de los caldeos
El patriarca catolicós de los caldeos (Patriarcha Chaldaeorum) tiene las oficinas de su patriarcado en Bagdad en Irak. El cuanto al orden de precedencia de honor de los patriarcas de las Iglesias católicas orientales el patriarca caldeo ocupa el tercer lugar, detrás de los patriarcas de Alejandría y Antioquía en virtud del canon CCEO 58, 59.2 del Código de los cánones de las Iglesias orientales. De acuerdo a la autonomía que goza el patriarcado, el patriarca católico caldeo es elegido por el Santo Sínodo integrado por todos los obispos católicos caldeos y debe luego requerir la comunión eclesiástica del papa, quien retiene total jurisdicción sobre la Iglesia.
Por aplicación del canon 80 del Código de los cánones de las Iglesias orientales el patriarca ejerce los derechos y obligaciones de un metropolitano en las eparquías y archieparquías dentro del territorio propio del patriarcado que no sean sufragáneas de otro metropolitano.
Lista de patriarcas caldeos
- Juan (Simón VIII Sulaqa) (1552-1555)
- Abdisho IV Maroun (1555-1567)
- Vacante (1567-1578)
- Yaballaha V (1578-1580)
- Sede en Urmia
  - Simón IX Dinkha (1580-1600)
  - Simón X Elías (1600-1638)
  - Simón XI Eshuyow (1638-1656)
  - Simón XII Yoalaha (1656-1662)
- Sede en Qodshanes
  - Simón XIII Dinkha (1662-1681)
- Sede en Diyarbakır
  - José I (1681-1695)
  - José II Sliba Bet Ma'aruf (1696-1713)
  - José III Maraugin (1713-1757). En 1724 incorporó el nombre Babilonia al título patriarcal
  - José IV Hindi (1757-1781)
  - José V Hindi (1781-1828)
  - Vacante (1828-1830)
- Sede en Mosul
  - Juan VIII Hormez (1830-1838)
  - Vacante (1838-1840)
  - Nicolás Zaya (1840-1848)
  - José VI Audo (1848-1878)
  - Elías XIV Abolionan (1878-1894)
  - Abdisho V Khayat (1894-1899)
  - José VI Manuel II Tomás (1900-1946)
- Sede en Bagdad
  - José VII Ghanima (1946-1958)
  - Pablo II Cheikho (1958-1989)
  - Rafael I Bidawid (1989-2003)
    - Shlemon Wardoni (2003, lugarteniente)

  - Manuel III Delly (2003-2013) (obispo titular de Palaeopolis en Asia, obispo auxiliar de Babilonia de los caldeos, arzobispo titular de Kaskar de los caldeos)
  - Luis Rafael I Sako (2013-) (arzobispo de Kirkuk, arzobispo de Bagdad). Desde el 9-14 de agosto de 2021 el nombre Babilonia fue eliminado del título patriarcal, aceptado por la Santa Sede el 19 de febrero de 2022 con el nombre de patriarca de Bagdad de los caldeos

## Eparquía propia del patriarca
La archieparquía metropolitana caldea de Bagdad (Babylonensis Chaldaeorum) es la eparquía propia del patriarca, en la cual ejerce los mismos derechos y obligaciones que los demás obispos diocesanos. Aunque tiene el rango de sede metropolitana, la archieparquía de Bagdad no tiene sedes sufragáneas, el patriarca, sin embargo ejerce los derechos y obligaciones de metropolitano sobre las áreas del territorio propio del patriarcado no sujetas a una sede metropolitana y tiene directamente como sufragáneas a las eparquías de Alqosh, Amadiya y Zakho, y Aqrah.
Su territorio comprende parte de Irak, en donde se encuentran la catedral de Nuestra Señora de los Siete Dolores en Bagdad y otras 20 parroquias. Es gobernada por un vicario patriarcal.
De acuerdo al Anuario Pontificio 2016 tiene 150 000 fieles.

## Sínodo patriarcal
El sínodo patriarcal (Synodus Ecclesiae Chaldaeae) está compuesto por los obispos, incluso los auxiliares, y es encabezado y convocado por el patriarca, quien debe tomar todas las decisiones importantes de acuerdo con él. Se reúne habitualmente una vez al año. Como las demás Iglesias orientales católicas autónomas, el patriarca puede erigir, modificar y suprimir eparquías, y nombrar a sus obispos, de acuerdo con el sínodo patriarcal y luego de consultar a la Santa Sede. Dentro del territorio propio de la Iglesia, el patriarca puede crear exarcados y nombrar a los exarcas, de acuerdo con el sínodo patriarcal. Los obispos son nombrados por el patriarca y el sínodo patriarcal de una lista aprobada por el papa, confeccionada previamente por el sínodo patriarcal. Fuera del territorio propio del patriarcado, el patriarca y el sínodo caldeo tienen jurisdicción en materia litúrgica únicamente, correspondiendo al papa la creación de diócesis y el nombramiento de obispos.

## Curia patriarcal
En la sede patriarcal de Bagdad se halla la curia del patriarcado caldeo católico, que comprende el sínodo permanente, los obispos de sedes titulares o eméritos asignados a la curia (hasta 3), el tribunal ordinario de la Iglesia patriarcal, el encargado de finanzas, el canciller patriarcal, la comisión litúrgica y otras comisiones. Los miembros de la curia son nombrados por el patriarca, excepto por el sínodo permanente presidido por el patriarca y con 4 obispos, uno elegido por el patriarca y 3 designados por quinquenio por el sínodo patriarcal. Se reúne normalmente 12 veces al año y acompaña al patriarca en decisiones menores.

## Dependencias patriarcales
Dentro del territorio propio del patriarcado el patriarca puede crear, modificar o suprimir exarcados patriarcales y nombrar o remover a los exarcas, con el consentimiento del sínodo permanente. Dentro de su propia eparquía, en monasterios estauropégicos (los que dependen solo del patriarca) y en otros lugares del territorio propio del patriarcado en donde no haya sido creada una eparquía ni un exarcado patriarcal, el patriarca tiene los mismos derechos que un obispo diocesano. En esos últimos territorios el patriarca puede crear territorios patriarcales dependientes de sí mismo y nombrar vicarios (protosincelos) para que los rijan en su nombre. Estos territorios no son circunscripciones eclesiásticas formales, sino que partes del territorio del patriarcado bajo directa dependencia del patriarca. 
- El territorio de Jerusalén dependiente del patriarca de Bagdad de los caldeos (Hierosolymitanus): fue creado en 1908 como exarcado patriarcal y permaneció vacante entre 1927 y 1944. En 1970 pasó a ser un vicariato patriarcal, pero en 1991 fue nuevamente promovido a exarcado patriarcal. En 1997 pasó a ser un territorio dependiente del patriarca. Comprende Israel y los Territorios Palestinos. Tiene a su frente un protosincelo y su sede está en Jerusalén Oriental.

- El territorio de Jordania dependiente del patriarca de Bagdad de los caldeos o vicariato patriarcal de Jordania: comprende toda Jordania y tiene a su frente un protosincelo. Su sede está en Amán. Fue creado el 25 de abril de 2002 como vicariato patriarcal de Jordania.[29]

## Antiguos vicariatos patriarcales
En la Iglesia caldea existieron vicariatos patriarcales dependientes del patriarca, la mayoría de los cuales desaparecieron durante el genocidio asirio en 1915. En 1913 existían los siguientes vicariatos patriarcales:
- Roma (Italia): el vicario patriarcal era el procurador general de la Orden Antoniana de San Ormisda de los Caldeos ante la Santa Sede.
- El Cairo (Egipto): los nestorianos de Egipto dependían del metropolitano de Damasco. En los primeros momentos los caldeos de Egipto dependían de obispos latinos. El vicariato patriarcal fue creado en 1890 y para 1913 había 400 fieles en El Cairo y en Alejandría.
- Teherán (Persia): fue establecido en 1895 y en 1913 tenía 120 fieles.
- Kermanshah (Persia): fue establecido en 1905 y en 1913 tenía 320 fieles, una capilla y una escuela.
- Ahvaz (Persia): fue establecido en 1900 y en 1913 tenía 230 fieles, una capilla y una escuela.
- Constantinopla (Turquía): fue establecido en 1885 y en 1913 tenía 300 fieles y se encargaba de los asuntos políticos ante el Gobierno otomano.
- Basora (Irak): fue una antigua sede nestoriana y 1860 Thomas Rokus fue nombrado arzobispo titular de Basora y vicario patriarcal. Jac Michel Naamo fue también arzobispo titular de Basora de 1888 a 1895. En 1913 tenía 500 fieles, una iglesia y 2 escuelas.
- Ashshar (Irak): ubicada en las inmediaciones de Basora, tenía en 1913 450 fieles, una capilla y una escuela.
- Deir ez-Zor (Siria): fue establecido en 1906 y en 1913 tenía 60 fieles y una capilla.
- Alepo (Siria): fue una antigua sede nestoriana dependiente de Damasco. Los caldeos dependían originalmente de los ordinarios de otros ritos católicos de la ciudad hasta que en 1872 fue establecido el vicariato patriarcal. En 1913 tenía 400 fieles y una iglesia.
- Beirut (Líbano): los caldeos dependieron de los misioneros latinos hasta la creación del vicariato patriarcal en 1895. En 1913 tenía 300 fieles, una capilla y una escuela.
- Damasco (Siria): era la metrópolis nestoriana número 17. Los caldeos dependieron de los misioneros latinos hasta la creación del vicariato patriarcal en 1895. En 1913 tenía 300 fieles, una capilla y una escuela.
- Adana (Cilicia): fue establecido en 1891. Sus 800 fieles fueron masacrados en abril de 1909 y en 1913 tenía 350 fieles y una iglesia.
- Eparquía de Van (Armenia): existió en el siglo XVII cuando el metropolitano Hnanisho de Van estuvo presente en el sínodo de Amida de 1616. Fue establecida en 1902 por la Propaganda Fide con el obispo titular Jacques Eugène Manna para los conversos nestorianos de la región de Hakkari. Fue en realidad un vicariato patriarcal para los nestorianos y no se la mencionó en el Anuario Pontificio. En 1913 tenía 3850 fieles, 32 sacerdotes y 6 iglesias. La región de Hakkari fue devastada durante la Primera Guerra Mundial en 1915 y no fue revivida. El obispo supervisaba al obispo de Hakkari, Abraham Chimonaia, quien se había unido a la Iglesia caldea junto al obispo de Beruari, Yesu Tab. En 1913 tenía 3850 fieles, 32 sacerdotes, 6 iglesias, 8 capillas, 17 escuelas y 19 estaciones misionales.
- Urfa (Mesopotamia): fue un vicariato patriarcal hasta 1900, cuando se lo incorporó a la archieparquía de Diyarbakır. En 1913 tenía 200 fieles, 2 sacerdotes, una iglesia y dos escuelas.